# Susquehanna Township (comté du Dauphin, Pennsylvanie)
Pour les articles homonymes, voir Susquehanna Township.
Susquehanna Township est un township, situé à l'ouest du comté de Dauphin, en Pennsylvanie, aux États-Unis,. En 2010, il comptait une population de 24 036 habitants.

## Démographie
Lors du recensement de 2010, le township comptait une population de 24 036 habitants. Elle est estimée, en 2016, à 24 913 habitants.

### Source de la traduction
- (en) Cet article est partiellement ou en totalité issu de l’article de Wikipédia en anglais intitulé « Susquehanna Township, Dauphin County, Pennsylvania » (voir la liste des auteurs).